# Gruss an Coburg
'Gruss an Coburg', Synonym 'I. Gruss an Coburg', ist eine Rosensorte. Sie entstand 1927 bei Felberg-Leclerc als Kreuzung aus den Elternsorten 'Alice Kaempff' und 'Souvenir de Claudius Pernet'. Früher wurde sie zu den Pernetiana-Rosen gezählt, welche heute als Teehybriden gelten.

## Beschreibung
Die Pflanze ist von kräftigem, aufrechtem und mittelhohem Wuchs. Ihre Laubblätter sind bronzegrün.
Die Blütenknospen sind leuchtend kupferfarben bis orangerot. Die Sorte bildet große Blüten, die intensiv duften. Die Innenseite der Kronblätter ist gelb, beige und braun mit goldgelber Basis; die Außenseite ist bräunlich rot bis lachsrot mit einem Anflug von kupfern goldgelb, rötlich und violett. Diese Farbgebung ähnelt der von 'Louise Catherine Breslau', welche ebenfalls zu den Pernetiana-Rosen gezählt wurde.
Die Blütezeit erstreckt sich von Juni bis November.